# Distretto di San Luis de Lucma
Il distretto di San Luis de Lucma è uno dei quindici distretti  della provincia di Cutervo, in Perù. Si trova nella regione di Cajamarca e si estende su una superficie di 109,74 chilometri quadrati.

Istituito l'8 aprile 1929, ha per capitale la città di San Luis de Lucma; al censimento 2005 contava 4.119 abitanti.